# Monumento naturale di Galeria Antica
Il Monumento naturale di Galeria Antica è un'area naturale protetta del Lazio istituita nel 1999.
Occupa una superficie di 40 ettari.
Galeria Antica è una città fantasma usata talvolta come set cinematografico per la conservazione dell'impianto medievale.
È stata riconosciuta come monumento naturale da Natura 2000 ed è affidata in gestione a RomaNatura, seppure si trovi in stato di degrado per problemi di attribuzione dei lavori di ripristino.

## Storia

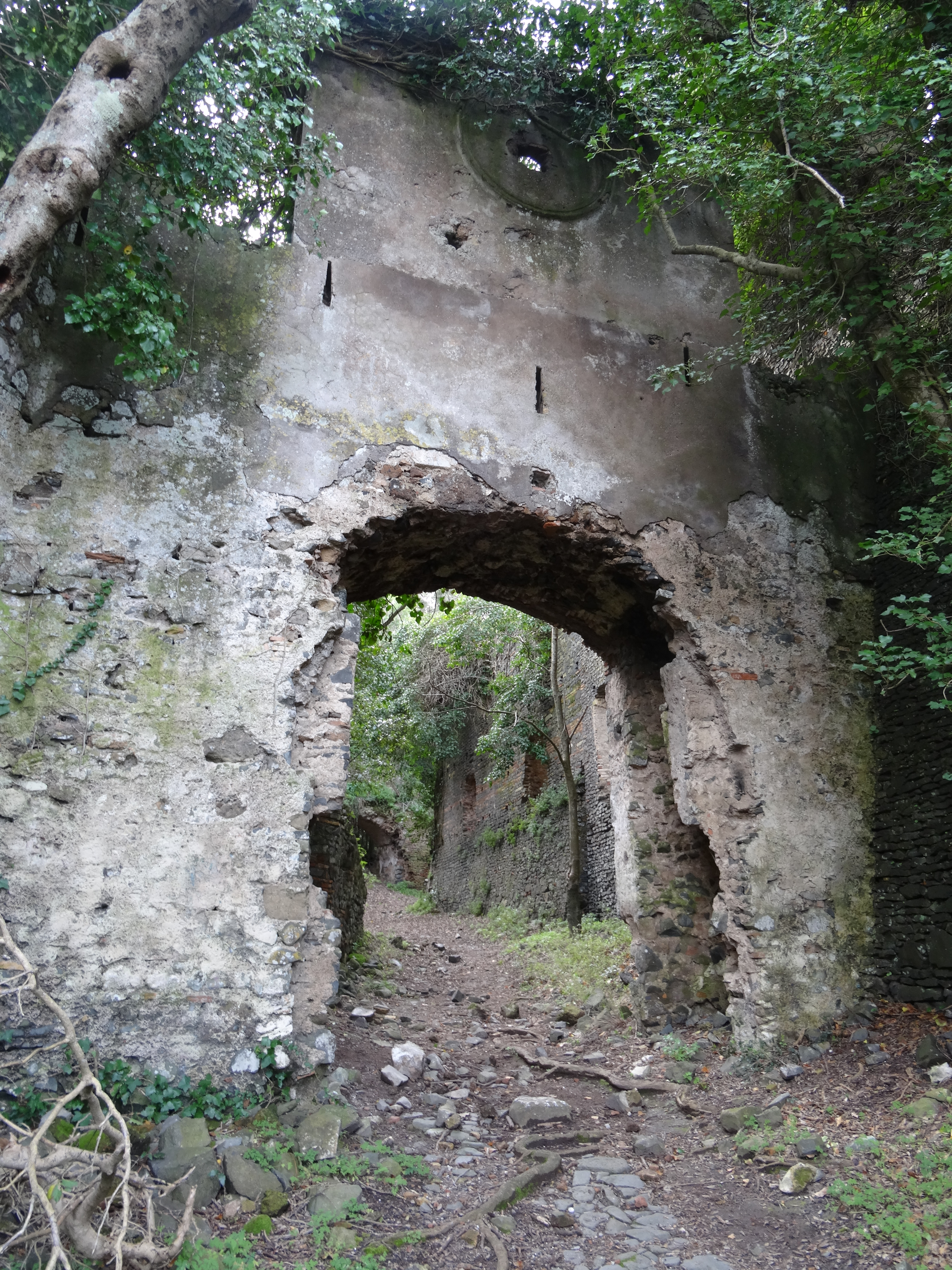
Porta della città

Esistono, in base alle fonti pervenuteci, due versioni differenti riguardo alla nascita della città. La prima afferma che la città fu fondata dall'antico e sconosciuto popolo dei Galerii. La seconda, e più probabile, afferma invece che la città fu fondata nel periodo di dominazione etrusca, riconducibile dalla presenza di alcune necropoli di chiara fattura etrusca. Gli etruschi battezzarono questo luogo col nome di "Careia": esso fungeva come avamposto di guardia per i territori meridionali, tra Veio e Cerveteri. Il dominio etrusco fu spezzato dalla conquista dei romani, come testimoniano alcune costruzioni dai contorni tipicamente romani come gli archi a tutto sesto e le costruzioni ad “opus incertum”, ritrovate nella città. Galeria decadde e venne probabilmente abbandonata nel corso delle invasioni barbariche, per poi essere ripopolata solo nel medioevo. Il papa Adriano I, infatti, nel corso dell'VIII secolo mirava ad espandere i confini dello Stato Pontificio e a consolidare l'area intorno a Roma. Per questo fondò una Domusculta proprio a Galeria. Questa costruzione venne poi trasformata in “curtis” da papa Gregorio IV nell'840. 

Poco più tardi, i Saraceni invasero le coste tirreniche e distrussero la città. Appartenuta ai conti omonimi, tra i quali Gerardo e Riccardo, ritenuti congiunti dei Conti di Tuscolo, per passare durante la metà del XIII secolo alla famiglia Orsini che la ricostruirono. La città cominciò a rifiorire, ma col tempo passò di mano in mano a molte famiglie importanti dell'Italia rinascimentale. Il declino di Galeria coincise con l'avvento della famiglia Sanseverino. La città mutò il proprio aspetto da centro fortificato a semplice tenuta agricola. Anche la popolazione, naturalmente, risentì di questo profondo cambiamento; si assistette infatti ad una preoccupante riduzione demografica della città. Il calo di abitanti culminò con l'arrivo della malaria durante il XVIII secolo, un'epidemia che infestò l'intero Agro Romano. Galeria fu completamente abbandonata nel 1809.

## L'abbandono
A partire dalla metà del XVIII secolo gli abitanti del luogo iniziarono a morire in modo alquanto misterioso. In base a ricerche recenti, è possibile attribuire tali morti all'epidemia di malaria, che in quel periodo infestava la zona. Ciò che incuriosisce, però, è l'abbandono degli abitanti della città a partire dagli inizi del XIX secolo. La gente del luogo fuggì dalla città con particolare precipitosità, tanto da lasciare non solo gli attrezzi e le suppellettili, ma persino i cadaveri sui carri che avrebbero dovuto seppellire lontano dalla città. I corpi furono rinvenuti qualche anno dopo l'abbandono di Galeria e furono sepolti mezzo secolo più tardi. Gli abitanti che fuggirono da Galeria, poche decine di persone, si trasferirono solo ad un chilometro dalla città e fondarono un nuovo borgo, Santa Maria di Galeria Nuova.

## Territorio
Le rovine sorgono su uno sperone tufaceo che confina ad ovest con il fiume Arrone. Lo sperone ha una forma pressoché quadrangolare e in tempi passati costituiva un'ottima difesa naturale. Dopo l'abbandono del 1809, la vegetazione ha preso il sopravvento su tutta l'area dove un tempo sorgeva la città fortificata, creando un ecosistema unico nel suo genere. L'archeologo inglese Thomas Ashby, che visitò le rovine tra il XIX e il XX secolo, descrisse il luogo come "uno dei luoghi più belli da visitare per coloro che amano gli angoli isolati nelle vicinanze di Roma" per via della "pittoresca desolazione delle sue strade, semiricoperte di vegetazione e dei suoi edifici sgretolati".

## Le rovine

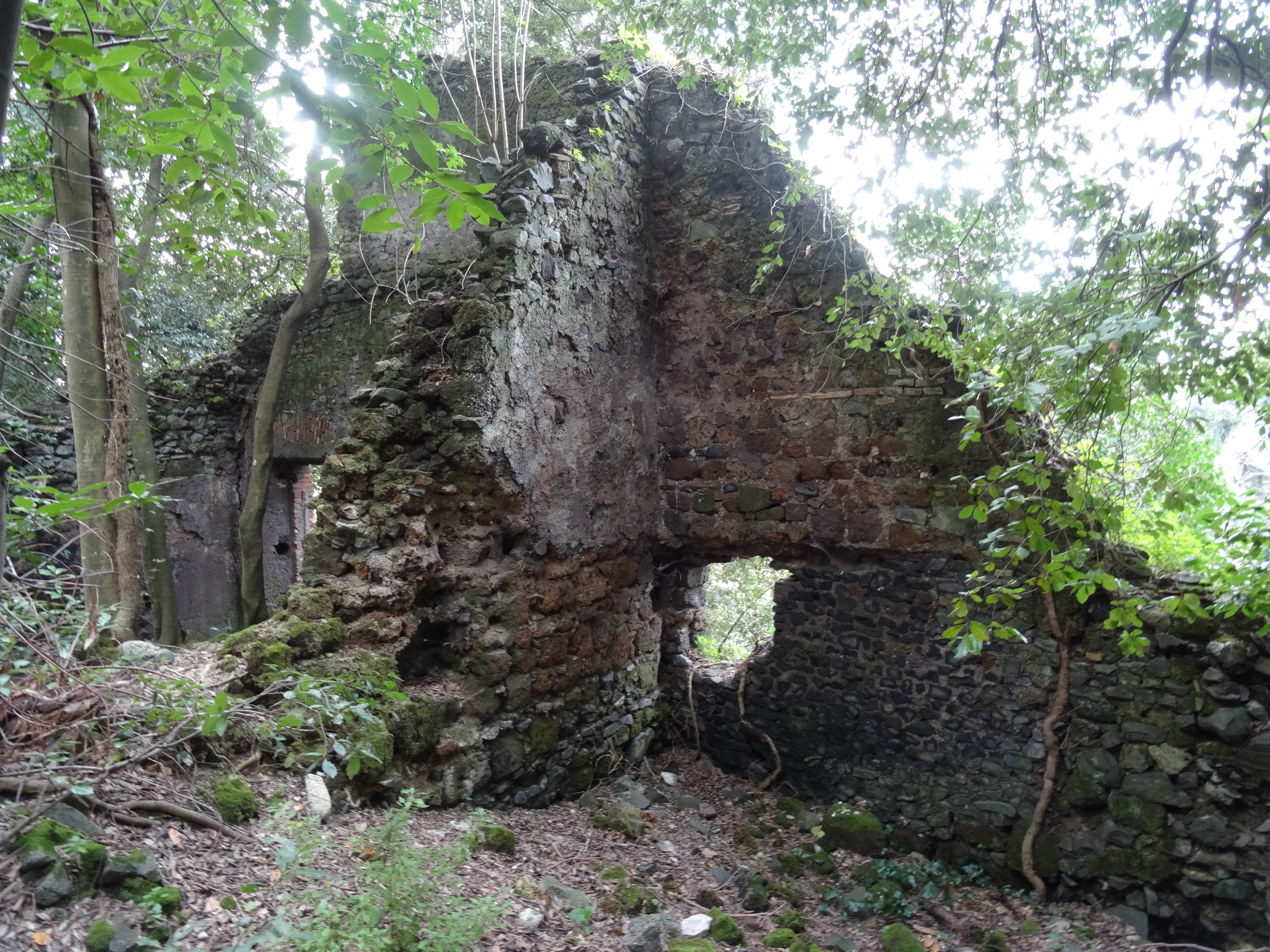
Rovine di una casa

Sullo sperone di tufo sorgono molte case, completamente invase dalla vegetazione, che un tempo costituivano il cuore pulsante di Galeria. All'interno della città, durante il medioevo, sorgeva un castello andato distrutto, di cui però restano alcune macerie. Annessa al castello c'era la chiesa di San Nicola, di cui possiamo ancora ammirare il campanile risalente dal XVIII secolo, che rappresenta tutto quel che rimane della chiesa. Durante l'epidemia di malaria, infatti, la chiesa fu trasformata in un cimitero improvvisato per seppellire i morti. La chiesa di San Nicola, comunque, non rappresentava l'unica chiesa di Galeria, dato che ne esistevano altre tre. Importante fu la chiesa di Santa Maria della Valle, conosciuta anche con il nome di Ospedale vecchio, devastata da un fulmine intorno al XVI secolo. La chiesa di Sant'Andrea andò invece distrutta in un incendio nel 1816, mentre la chiesa di San Sebastiano venne demolita nel 1600. Non esiste un preciso percorso di visita del borgo, eccetto quello della mulattiera principale che lo attraversa. Altre costruzioni, tra cui il ponte che sovrasta il fiume Arrone a valle del borgo, si trovano sparse e seminascoste dalla vegetazione un po' ovunque, nei dintorni della zona centrale

## Fauna
Gli animali che vivono nell'area sono diversi e numerosi. Si possono osservare civette e nibbi sorvolare la collina, mentre volpi e ricci si nascondono tra i ruderi. Alcuni merli si nascondono nelle querce. Anche l'airone cenerino visita questi luoghi nel periodo delle migrazioni. Nelle acque del fiume Arrone nuotano barbi, cavedani, rovelle e anguille.

## Flora
Ricoperto da un'intricata vegetazione, il borgo è completamente disabitato da due secoli. Ciò ha permesso il formarsi di un ecosistema, di notevole interesse per via della sua varietà, la cui rigogliosa vegetazione comprende soprattutto lecci, allori, aceri e, nell'umidità delle forre, anche salici, olmi ed ontani. Proprio per via dell'imponente presenza di una vegetazione varia, la Regione Lazio ha dichiarato, nel 1999 le rovine di Galeria "Monumento naturale".

## Accessibilità
L'accesso a Galeria Antica è completamente gratuito e ci si può arrivare attraverso Santa Maria di Galeria. Tuttavia è sconsigliato addentrarsi nelle rovine senza una guida o una particolare conoscenza del luogo. Il territorio, infatti, presenta numerose buche di notevole profondità, spesso nascoste dalla vegetazione. Alcune rovine, inoltre, sono rese inaccessibili per via della loro instabilità.

## Leggende
Circola un'antica leggenda che narra la storia di un fantasma di nome "Senz'affanni". Il fantasma sarebbe lo spirito di un abitante del luogo, morto probabilmente durante il periodo della malaria, che torna ogni anno tra le antiche rovine di Galeria, cantando e suonando per la sua amata donna, in sella ad un bellissimo cavallo bianco. Diversi testimoni, infatti, affermano di aver sentito provenire dalle rovine il tipico rumore prodotto dagli zoccoli di un cavallo, accompagnato da un suono simile ad un lamento. Il fantasma si fa vivo principalmente in inverno, durante le piene del fiume Arrone. Gli scettici affermano, invece, che i rumori che i testimoni sostengono di udire sono prodotti in realtà dalle acque dell'Arrone che sbattono sulle rocce, nel punto in cui il fiume attraversa alcune cavità sotto al borgo.